# オオハリガネゴケ
オオハリガネゴケ（Bryum pseudotriquetrum）は、蘚類に分類されるコケ植物。世界中で普通に見られる汎存種であり、南極大陸にも分布する。

## 分布
世界各地に分布し、日本でも北海道から沖縄まで広く分布する。南極大陸にも分布しており、氷雪のない土壌だけでなく湖沼の底でも水中型として生育していることが確認されている。
湿地や沼地、湖沼の湿った土壌、濡れた岩上などに生育している。

## 形態

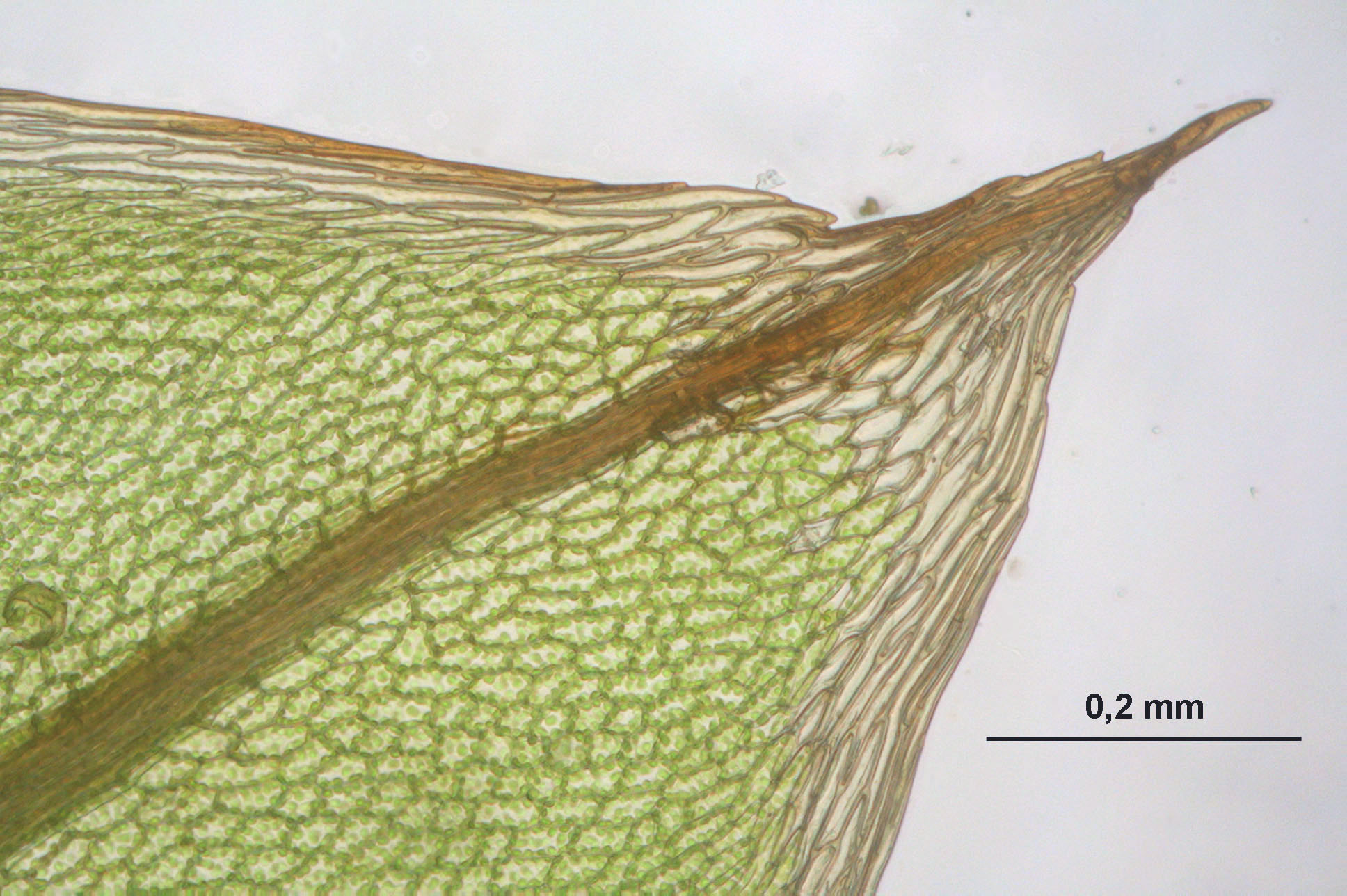
葉の先端

茎は最大で長さ10cmになる。葉は卵状披針形で先端は短く尖る。葉の長さは2-3.5mm。
雌雄異株。夏から秋にかけて胞子体を形成する。胞子体は2-3cmの蒴柄をもち、その先端に長さ約3.5cmの大型の蒴がつく。蒴は長卵形で、蒴柄から垂れ下がってつく。